# Aristolochia kanukuensis
Aristolochia kanukuensis är en piprankeväxtart som beskrevs av Feuillet. Aristolochia kanukuensis ingår i släktet piprankor, och familjen piprankeväxter. Inga underarter finns listade i Catalogue of Life.